# Utah-Groppe
Die Utah-Groppe (Cottus echinatus) ist ein ausgestorbener Süßwasserfisch, der endemisch im Utahsee im US-Bundesstaat Utah war.

## Beschreibung
Die Utah-Groppe hatte einen langen schlanken Körper und erreichte eine Länge von neun bis elf Zentimeter. Sie sah den Groppen des Bear Lakes (Cottus extensus) sehr ähnlich, besaß jedoch einen größeren Kopf und Borsten an Brust und Bauch. Die Utah-Groppe war an der Oberseite hellbraun und seitlich dunkel gesprenkelt. Sie ernährte sich vermutlich von Wirbellosen.

## Verbreitung und Lebensraum
Die Utah-Groppe gehörte zur benthischen Fischfauna (Grundbewohner) und lebte im Utahsee, insbesondere in der Mündung des Provo Rivers.

## Aussterben
Das Verschwinden der Utah-Groppe ist offenbar auf die großen Dürreperioden während der 1920er und 1930er Jahre zurückzuführen, die zu einem rapiden Absinken des Wasserspiegels führten. Durch den flachen Wasserspiegel froren weite Teile des Sees im Winter zu. Dadurch wanderten die Fische in die nicht zugefrorenen Teile, wo es zu einer Überbevölkerung und damit zur Nahrungsknappheit kam. Hinzu kam die Verschlechterung der Wasserqualität durch landwirtschaftliche Praktiken. 1928 wurde die Utah-Groppe zum letzten Mal gefangen und seit Mitte der 1930er Jahre gilt sie als ausgestorben.